# Bezzia brevipluma
Bezzia brevipluma är en tvåvingeart som beskrevs av Jean-Jacques Kieffer 1919. Bezzia brevipluma ingår i släktet Bezzia och familjen svidknott. Inga underarter finns listade i Catalogue of Life.